# Wapen van Aagtekerke

Het wapen van Aagtekerke

Het wapen van Aagtekerke is het wapen van de voormalige Zeeuwse gemeente Aagtekerke. Op het wapen staat Agatha van Sicilië afgebeeld, zij was de patrones van het dorp.
Het wapen werd gebruikt vanaf 9 februari 1838, de dag dat het wapen door de Hoge Raad van Adel werd toegekend, tot 1966 toen de gemeente opging in de gemeente Mariekerke. Hierna werd ook het wapen deels opgenomen in het wapen van Mariekerke.
Een eerste vermelding van het wapen was van het heerlijkheidswapen, met dien verschille dat dat wapen de heilige in natuurlijke kleur toonde. Dit wapen is vermoedelijk na het schrijven van de Nieuwe Cronijk van Zeeland in 1696 ontstaan, omdat het niet in die kroniek genoemd wordt.
Nabij de ingang van camping ’t Hof Klein Duinvliet staat een grenspaal, op deze grenspaal is aan een zijde het wapen van Aagtekerke en op de andere zijde het oude wapen van Oostkapelle. Boven de beide wapens staat ook de eerste letter van de desbetreffende gemeente.

## Blazoen
De beschrijving van het wapen luidde als volgt:
Van zilver beladen met de buste van eene vrouw van goud, gekeerd ter regter zijde.
Hoewel volgens de regels binnen de heraldiek een wapen geen metaal op metaal mag tonen, een zogenaamd raadselwapen, is het schild toch van zilver met daarop een gouden vrouwelijke buste. Zij kijkt naar heraldisch rechts, dus voor de kijker naar links. Niet vermeld wordt dat zij haar haar in een knot heeft en gekleed is.

## Verwante wapens

Het wapen van de heerlijkheid Aagtekerke
Het wapen van Mariekerke

Aagtekerke
· Aardenburg
· Arnemuiden
· Axel
· Baarland
· Bath
· Biervliet
· Biggekerke
· Bloois
· Bommenede
· Borssele
· Boschkapelle
· Botland
· Breskens
· Brigdamme
· Brijdorpe
· Brouwershaven
· Bruinisse
· Burgh
· Buttinge
· Cadzand
· Clinge
· Colijnsplaat
· Domburg
· Dreischor
· Driewegen
· Duiveland
· Duivendijke
· Elkerzee
· Ellemeet
· Ellewoutsdijk
· Eversdijk
· Gapinge
· Graauw en Langendam
· 's-Gravenpolder
· Grijpskerke
· Groede
· Haamstede
· 's-Heer Abtskerke
· 's-Heer Arendskerke
· 's-Heer Hendrikskinderen
· 's-Heerenhoek
· Heille
· Heinkenszand
· Hengstdijk
· Hoedekenskerke
· Hoek
· Hontenisse
· Hoofdplaat
· Hoogelande
· IJzendijke
· Kapelle
· Kats
· Kattendijke
· Kerkwerve
· Klaaskinderkerke
· Kleverskerke
· Kloetinge
· Koewacht
· Kortgene
· Koudekerke
· Krabbendijke
· Kruiningen
· Looperskapelle
· Maire
· Mariekerke
· Meliskerke
· Middenschouwen
· Nieuw- en Sint Joosland
· Nieuwerkerk
· Nieuwerkerke
· Nieuwlande
· Nieuwvliet
· Nisse
· Noordgouwe
· Noordwelle
· Oostburg
· Oosterland
· Oostkapelle
· Oost-Souburg
· Oost- en West-Souburg
· Ossenisse
· Oud-Vossemeer
· Oudelande
· Ouwerkerk
· Overslag
· Ovezande
· Philippine
· Poortvliet
· Renesse
· Rengerskerke en Zuidland
· Retranchement
· Rilland
· Rilland-Bath
· Ritthem
· Sas van Gent
· Scherpenisse
· Schoondijke
· Schore
· Serooskerke (Schouwen-Duiveland)
· Serooskerke (Veere)
· Sinoutskerke en Baarsdorp
· Sint Anna ter Muiden
· Sint-Annaland
· Sint Jansteen
· Sint Kruis
· Sint Laurens
· Sint-Maartensdijk
· Sint Philipsland
· Sirjansland
· Sluis
· Sluis-Aardenburg
· Stavenisse
· Stoppeldijk
· Valkenisse (Walcheren)
· Valkenisse (Zuid-Beveland)
· Vogelwaarde
· Vrouwenpolder
· Waarde
· Waterlandkerkje
· Wemeldinge
· West-Souburg
· Westdorpe
· Westenschouwen
· Westerschouwen
· Westkapelle
· Westkapelle-Buiten en Sirpoppekerke
· Westkerke
· Wissekerke
· Wissenkerke
· Wolphaartsdijk
· Yerseke
· Zaamslag
· Zierikzee
· Zonnemaire
· Zoutelande
· Zuiddorpe
· Zuidzande
· Zwake

Dorpswapens: Geersdijk
· Hansweert
· Kamperland